# Lina Mendoni
Lina Mendoni (en griego: Λίνα Μενδώνη) (Atenas, 1 de abril de 1960) es una política griega que ocupó el cargo de Ministra de Cultura y Deportes en el primer gobierno de Kyriakos Mitsotakis de 2019 a 2023.
Es doctora en arqueología por la Universidad de Atenas.